# Drygalski (cràter)
Drygalski és un gran cràter d'impacte situat al llarg de l'extremitat meridional de la Lluna. En part se superposa al cràter Ashbrook cap a l'oest, a la cara oculta de la Lluna. Just al nord de Drygalski apareix el cràter Boltzmann, més petit. La ubicació d'aquest cràter restringeix la seva observació des de la Terra, i fins i tot en condicions favorables de libració només se'n veu la vora, il·luminat pel Sol en un angle rasant. Es troba prop dels cràters del pol sud, ocultats permanentment de la llum solar.
El brocal d'aquest cràter ha estat desgastat i erosionat per impactes posteriors, deixant un anell muntanyenc accidentat superposat en diversos llocs per petits cràters. Els més notables d'aquests són Drygalski P travessant el bord sud-oest on s'uneix amb Ashbrook, i Drygalski V al llarg de la paret interior del nord-nord-oest. Es localitza una petita cadena de cràters, que comença tangencialment a la vora exterior nord i després forma un arc amb rumb nord cap a Boltzmann. Al sud apareix una estranya formació integrada per dos o més petits cràters, formant una curta vall.
Porcions del sòl interior dins del brocal són planes i anivellades, havent estat emplenades per fluxos de lava. Les parts més planes estan en les seccions del sud i est de l'interior. La superfície és més consistent a l'oest, i es caracteritza per diversos cràters petits. En el punt mitjà de l'interior es troba un pic central accidentat, amb diverses crestes més petites situades al llarg dels flancs.

## Cràters satèl·lit
Per convenció, aquests elements són identificats als mapes lunars posant la lletra al costat del punt mitjà del cràter que està més prop de Drygalski.
|           | \| Drygalski \| Coordenades \| Diàmetre \| \| --------- \| ------------------------------------ \| -------- \| \| P \| 81° 00′ S, 99° 54′ O / 81.0°S,99.9°O \| 30 km \| \| V \| 78° 30′ S, 93° 24′ O / 78.5°S,93.4°O \| 21 km \| |          |
| Drygalski | Coordenades | Diàmetre |
| P         | 81° 00′ S, 99° 54′ O / 81.0°S,99.9°O | 30 km    |
| V         | 78° 30′ S, 93° 24′ O / 78.5°S,93.4°O | 21 km    |

Els següents cràters han estat renombrats per la UAI;
- Drygalski Q - Veure Ashbrook.

## Galeria

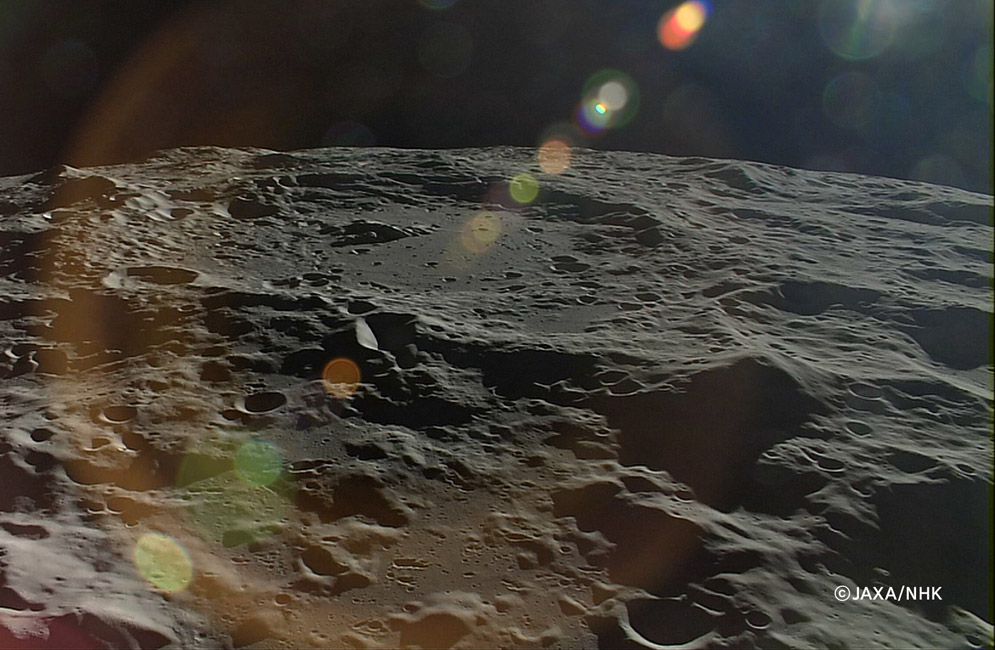
Instantània de la sonda Kaguya